# Market Warsop
Market Warsop – miasto w Anglii, w hrabstwie Nottinghamshire, w dystrykcie Mansfield, w civil parish Warsop. Leży 28 km na północ od miasta Nottingham i 201 km na północ od Londynu. W 2016 miejscowość liczyła 9242 mieszkańców.